# Hur man väcker prinsessor
Hur man väcker prinsessor är en tjeckoslovakisk sagofilm från 1978. Filmen bygger på sagan O Šípkové Růžence av Božena Němcová som i sin tur bygger på sagan om Törnrosa.
Filmen hade urpremiär i Prag den 4 mars 1978 och i resten av Tjeckoslovakien den 24 mars samma år. Filmen visades i svensk TV den 24 mars 1986.

## Handling
Kung Dalimil och drottning Eliška har fått sitt efterlängtade barn - dottern Růženka. Eliškas avundsjuka och elaka syster Melanie förhäxar dock barnet. När Růženka är 17 år sticker hon fingret och hon och hela kungariket somnar för alltid. En gammal piga lättar på förbannelsen genom att påminna de förkrossade männen om att kärlek är starkare än döden och kungen låter ta bort alla växter med taggar.
Růženka växte upp till att bli en skönhet. Kronprins Jiří av Midnattsriket anländer till riket för att uppvakta prinsessan med sina föräldrar och yngre bror Jaroslav. Den självbelåtna unge mannen har tyvärr fått sitt kungliga självförtroende från sina föräldrar. De låter honom vinna spel och tävlingar och håller det hemligt för honom att björnen han gillar att brottas med och vinna över egentligen är tjänaren Matěj i ett björnskinn. Men Růženka förälskar sig i Jaroslav vid första ögonkastet.
I en hästkapplöpning med sin bror kör han ner i en damm för att inte köra över ett barn. Jaroslav förälskar sig också i prinsessan, men lämnar trots det riket innan förlovningsfesten. Han tror på sin brors lögn om att Růženka vill ha det så. Dagen efter avvisar flickan Jiří inför alla gäster, eftersom hon inte älskar honom. Melanie drar Růženka till sig, och flickan sticker sig själv på rosens tagg. Både prinsessan och kungariket somnar.
Trädgårdsmästaren Jakub kallar på Jaroslav för att hjälpa till. Prinsen övervinner hinder och lär sig mycket innan han slutligen skär igenom taggarna till prinsessan. Hans kärleksfulla kyss väcker sedan henne och hela landet.

## Rollista
- Jiří Sovák – kung Dalimil I.
- Milena Dvorská – drottning Eliška
- Marie Horáková – prisessa Růženka, dotter till Dalimil och Eliška
  - röst – Naďa Konvalinková
- Vladimír Menšík – tjänare Matěj
  - stunt – Jindřich Sejk
- František Filipovský – baron, premiärminister
- Jan Hrušínský – prins Jaroslav
  - stunt – Josef Hrabálek
- Jan Kraus – prins Jiří
- Stella Zázvorková – drottning Anežka, Jiřís och Jaroslavs mor
- Oldřich Velen – kung Vendelín
  - röst – Lubor Tokoš
- Libuše Švormová – Melánie, Eliškas syster
- Václav Postránecký – trädgårdsmästare Jakub
- Slávka Španková – Bětka, Jakubs fru
- Marie Brožová – den gamla piga hos Melanie
- Jiří Lír – skrivare
- Vlastimil Hašek – prins Jiřís tjänare
- Miloš Vavruška – skogvaktare Tomáš
- Evelyna Steimarová – Miroslava, Růženkas kammarjungfru
- Jana Bittlová – brudtärna
- Marie Crhová – brudtärna
- Dana Kubálková – brudtärna
- Helena Mojžíšová – brudtärna
- Vladimír Pospíšil – grenadjärbefälhavare
- Oskar Hák – skäggig grenadjär
- Zdeněk Dryšl – hovman
- Jan Houdek – hovman
- Václav Hrůza – hovman
- Miloš Stránský – hovman
- Alois Klejzar – hovman på vakt
- Jan Valihrach – hovman på vakt
- Ladislav Sýkora – befälhavare för Midnattsrikets vaktstyrka
- Vlastimil Slezák – vakt i Midnattsriket
- František Švihlík – vakt i Midnattsriket
- Jan Kuželka – kock
- Jiří Růžička – kock
- Pavla Maršálková – bondkvinna på marknaden
- Lubomíra Willigová – barnmorska/bonde
- Blanka Křížová – sömmerska
- Stanislav Benda – vakt
- Jiří Kraus – vakt
- Jaromír Crha – droskchaufför
- František Miroslav Doubrava – gråtande soldat
- Karel Fiala – sovande vakt
- Bohumil Koška – hovmästare
- Josef Kubín – sovande servitör
- Vladimír Navrátil – marskalk
- Přemysl Přichystal – trädgårdsmästarassistent
- Bohuslav Pucherna – Kubík, trädgårdsmästarens son
- Taťána Schottnerová – kammarjungfru
- Josef Střecha – skattens väktare
- Miloslav Šindler – tjänare
- Vlastimila Vlková – gumma med korg
- Vladimír Volf – skomakare